# Johannes Heinrich
Johannes Heinrich (* 1968) ist ein österreichischer Jurist.

## Leben
1994 war Vertragsassistent und seit 1995 Universitätsassistent am Institut für Finanzrecht der KFU Graz. Nach dem Abschluss 1991 des Studiums der Betriebswirtschaftslehre, dem Abschluss 1993 des Studiums der Rechtswissenschaften, der Promotion 1997 zum Doktor der Rechtswissenschaften und der Habilitation 2003 aus den Fächern Finanzrecht, Europäisches und Internationales Steuerrecht sowie betriebswirtschaftliche Steuerlehre war 2005   Gastprofessor an der Universität Klagenfurt. 2006/2007 war er Gastprofessor an der WU Wien. 2008 wurde er Stiftungsprofessor der Privatstiftung der Kärntner Sparkasse an der AAU Klagenfurt (50 %). 2010 wurde er Professor für Finanzrecht AAU Klagenfurt.
Seine Forschungsschwerpunkte sind Besteuerung von KöR und NPO, Fragen der Steuergerechtigkeit, Unternehmensbesteuerung und Rechtsformwahl und Umsatzsteuer.

## Schriften (Auswahl)
- mit Tina Ehrke-Rabel: Einführung in das Steuerrecht. Lehrbuch. Beispiele mit Lösungen. Wien 2006, ISBN 3-7046-4944-9.
- mit Tina Ehrke-Rabel: Basiswissen Steuerrecht 2011/2012. Lehrbuch. Wien 2011, ISBN 978-3-7046-5680-3.
- Österreichisches Steuerrecht 2013. Wien 2013, ISBN 978-3-7046-6412-9.
- mit Gerhard Baumgartner, Robert Rebhahn und Franz Philipp Sutter (Hrsg.): Verteilungsgerechtigkeit im Recht. Sammlung. Wien 2016, ISBN 3-7046-7529-6.